# Китайский ресторан (Сайнфелд)
«Китайский ресторан» (англ. The Chinese Restaurant) — 16-й эпизод (11-я серия второго сезона) американского ситкома «Сайнфелд» телекомпании NBC; вышел в эфир 23 мая 1991 года. Режиссёром выступил Том Шеронес, сценарий написали Ларри Дэвид и Джерри Сайнфелд.
В эпизоде Джерри, Элейн и Джордж ждут столика в китайском ресторане, планируя после ужина пойти на специальный разовый показ фильма «План 9 из открытого космоса».
Действие серии происходит без каких либо перерывов между сценами. «Китайский ресторан» — бутылочный эпизод, сюжет которого разворачивается в одной локации. Это один из двух эпизодов, в котором не появляется Крамер (другой — «Ручка», англ. The Pen).
Руководство телеканала NBC критично относилось к сценарию Дэвида и Сайнфелда, однако эпизод получил признание критиков, а сейчас считается одним из лучших в сериале. Эпизод оказал значительное влияние на дальнейшее развитие жанра ситкома.

## Сюжет
Джерри, Элейн и Джордж собираются посетить показ фильма «План 9 из открытого космоса», но перед этим хотят поужинать в китайском ресторане. Метрдотель говорит, что они получат приглашение к своему столику через «пять-десять минут». Помимо страха опоздать на сеанс у друзей есть и другие проблемы.
Джерри наврал своему дяде Лео, который приглашал его на ужин этим вечером, сказав, что он не может пойти, так как у него болит живот. В ресторане он замечает женщину, которая кажется ему знакомой. Он не может вспомнить, откуда знает её, но, когда она говорит с ним, он понимает, что это коллега Лео. Джерри боится, что его дядя обидится и расскажет семье об этом инциденте. В какой-то момент эпизода Джерри говорит, что у него есть сестра; однако она больше никогда не упоминается в сериале.
Джордж накануне вечером во время прелюдии оставил свою девушку Татьяну, так как ему захотелось в туалет, а её ванная не обеспечивала должной конфиденциальности.
Он хочет позвонить Татьяне, чтобы пригласить присоединиться к ним, но таксофон ресторана сначала занимает мужчина, игнорирующий просьбы Джорджа закончить разговор быстрее, а затем женщина, которая ведёт себя очень грубо. К тому времени, как Джорджу удаётся позвонить, Татьяна уже ушла, поэтому он вынужден оставить сообщение. Татьяна звонит в ресторан, желая связаться с Джорджем, но метрдотель кричит «Картрайт». Джордж не понимает, что зовут его, поэтому игнорирует звонок, а метрдотель вешает трубку.
Элейн постоянно жалуется на то, что очень голодна. Джерри предлагает заплатить ей 50 долларов, если она подойдёт к чьему-нибудь столику и молча возьмёт яичный рулет. Элейн идёт к столику с пенсионерами и сквозь зубы предлагает им половину денег, если они позволят ей взять рулет, но её план срывается — пожилые люди растеряны и начинают бурное обсуждение её слов, вынуждая Элейн уйти ни с чем.
Элейн предлагает подкупить метрдотеля, однако он просто кладёт деньги себе в карман. Расстроенный Джордж решает не идти в кино, Элейн отказывается больше ждать и идёт за гамбургером. Джерри констатирует, что с таким же успехом он мог провести время с дядей Лео. Как только друзья уходят, их зовёт метрдотель.

## Производство
«Китайский ресторан» был снят Томом Шеронесом, который режиссировал все эпизоды второго сезона; сценарий серии был написан создателями сериала Ларри Дэвидом и Джерри Сайнфелдом. Идея эпизода в реальном времени пришла Дэвиду в голову, когда он и Сайнфелд ждали столика в китайском ресторане в Лос-Анджелесе. Когда Дэвид представил этот эпизод руководителям NBC, они приняли идею очень прохладно. Исполнительный директор NBC Entertainment Уоррен Литтлфилд посчитал, что в его копии сценария были случайно пропущены страницы. Руководство телеканала не понимало, чего пытаются добиться Дэвид и Сайнфелд, и считало их действия ошибочными, но всё же позволило снять эпизод. Чтобы добиться этого, Ларри Дэвиду пришлось пригрозить увольнением. Сайнфелд поддержал его. Чтобы раскрасить эпизод, который по мнению NBC был слишком статичным, один из постоянных сценаристов Ларри Чарльз предложил ввести в сюжет линию с походом на показ «План 9 из открытого космоса», который в эпизоде характеризуется как «худший фильм в истории». 
За счёт использования лишь одной локации, серия была снята примерно в два раза быстрее, чем стандартный эпизод «Сайнфелда»; на её производство было потрачено значительно меньше средств, так как «Китайский ресторан» — пример так называемого бутылочного эпизода. «Китайский ресторан» был первым эпизодом, в котором Майкл Ричардс не повторил роль Крамера. Ричардс выказывал беспокойство, говоря, что ему было больно узнать, что Крамер не появится в эпизоде. По его словам, он понимал прорывное значение эпизода, и хотел быть его частью. Дэвид объяснил, что причина отсутствия Крамера заключалась в том, что в первые сезоны «Сайнфелда» этот персонаж никогда не выходил из своей квартиры и не гулял с тремя друзьями. В дальнейших сериях, сюжетная линия Крамера изменилась, и он стал столь же социально активным, как и другие. Дэвид заверил Ричардса, что в дальнейшем его персонаж не будет исключаться из сериала, а также заявил, что Крамер был бы включён в эпизод, если бы сценарий писался позднее. Майкл Ричардс был всё равно включён в титры, хотя и не разу не появился в серии.
Штатный сценарист сериала Спайк Ферестен позже рассказал, что то, что метродотель назвал Джорджа «Картрайтом» вместо «Костанцы», отсылало к американскому телевизионному сериалу «Бонанза»; «Бонанза» рифмуется с «Костанза», а главные герои сериала — семья Картрайт.

## Приём и влияние
Эпизод вышел в эфир 23 мая 1991 года, получив рейтинг Нильсена 11,7 (его смотрели 11,7% американских домохозяйств) и долю аудитории 21 (21% телевизоров, использовавшихся в то время, были настроены на этот эпизод). Сайнфелд был восемнадцатым по популярности шоу недели и шестым по популярности шоу на NBC. Считалось, что руководители NBC провели встречу после трансляции, чтобы определить судьбу шоу, и решили продлить его на третий сезон, если сценаристы приложат больше усилий к сюжетным линиям эпизодов. Однако осенний график 1991 года уже был объявлен двумя днями ранее, и шоу было в расписании. 
Антиситком: никаких надуманных сюжетов, вообще никаких сюжетов —   эти люди могут быть забавными, просто ожидая, когда их посадят за столДжейми Малановски, Time, 
«Китайский ресторан» удостоился почти исключительно положительных отзывов от критиков и зрителей.
Майкл Флаэрти и Мэри Кэй Шиллинг из Entertainment Weekly, поставив эпизоду оценку A-, прокомментировали: «Джордж лучше всех справляется со своими проблемами, но в центре внимания находится Элейн, голодная и в гневе». Дэвид Симс из The AV Club поставил этому эпизоду отметку A+, заявив, что «это искусно построенный и чрезвычайно забавный пример ярлыка „шоу ни о чём“, который Сайнфелд присвоил себе». Кит Босс, критик Ocala StarBanner, прокомментировал впечатления от просмотра эпизода, заявив, что это было «как в реальной жизни, но с лучшими диалогами».  Бен Шерлок из ScreenRant написал, что эпизод стал «поворотным моментом для „шоу ни о чём“».  Согласно Рэйчел Ароэсти из The Guardian, эпизод «Китайский ресторан» является доказательством того, что сюжет действительно не главное. Сэм Фрагосо из Vanity fair назвал этот эпизод одним из самых запоминающихся в сериале, отметив что волнение Элейн «настолько узнаваемо, насколько это возможно».
По мнению обозревателей Entertainment Weekly, «Эпизод, где никто не готов» сериала «Друзья» был вдохновлён и стилистически обязан именно «Китайскому ресторану», который транслировался на том же телеканале пятью годами ранее. Распространено мнение, что именно «Китайский ресторан» породил моду на бюджетные «бутылочные эпизоды». Ретроспективно «Китайский ресторан» выделяют среди самых известных эпизодов «Сайнфелда» наравне с сериями «Парковка», «Соревнование», «Морской биолог» и «Суповой нацист».

Поведение героев в «Китайском ресторане» рассматривалось в научных работах. Линда С. Гент из Университета Восточного Иллинойса на примере эпизода исследовала отношение главных героев к проблемам экономии.  

## В ролях

### Основной состав
- Джерри Сайнфелд — Джерри Сайнфелд
- Джулия Луи-Дрейфус — Элейн Бенес
- Джейсон Александер — Джордж Костанза
  - Майкл Ричардс — Крамер (указан в титрах, но ни разу не появляется в серии)

### Эпизодические роли
- Джеймс Хонг — метрдотель
- Джуди Кейн — Лоррейн Каталано
- Майкл Митц — мужчина у телефона
- Дэвид Тресс — мистер Коэн